# Bullhead City
Bullhead City è una città situata sul fiume Colorado nella contea di Mohave, in Arizona, negli Stati Uniti, a circa 90 miglia (140 km) a sud di Las Vegas, Nevada, e direttamente attraverso il fiume Colorado da Laughlin, Nevada, i cui casinò e servizi ausiliari forniscono gran parte dell'occupazione a Bullhead City. Bullhead City si trova sul confine meridionale del lago Mohave. Secondo il censimento del 2010, la popolazione della città era di 39.540 abitanti. Le vicine comunità di Laughlin, Needles, California, Fort Mohave e Mohave Valley portano la popolazione totale dell'area di Bullhead a circa 100.000 abitanti, rendendola la più grande area micropolitana della contea di Mohave.
Con oltre 59 miglia quadrate, Bullhead City è la città più grande della contea di Mohave in termini di superficie totale.
Nel 2011, l'Aeroporto Internazionale di Laughlin/Bullhead è stato nominato "aeroporto dell'anno" dal Dipartimento dei Trasporti dell'Arizona. Le ultime cifre indicano che "... più di 115.000 persone hanno volato all'Aeroporto Internazionale di Laughlin/Bullhead per i voli charter sponsorizzati dai casinò nel 2010." Negli anni 1980 l'aeroporto ospitava gli elicotteri dello show televisivo Airwolf.

## Geografia fisica
Secondo lo United States Census Bureau, ha un'area totale di 60,18 mi² (155,87 km²).

## Società

### Evoluzione demografica
Secondo il censimento del 2010, la popolazione era di 39.540 abitanti.

### Etnie e minoranze straniere
Secondo il censimento del 2010, la composizione etnica della città era formata dall'81,9% di bianchi, l'1,3% di afroamericani, l'1,1% di nativi americani, l'1,4% di asiatici, lo 0,1% di oceanici, l'11,2% di altre razze, e il 3,0% di due o più etnie. Ispanici o latinos di qualunque razza erano il 23,7% della popolazione.